# Малые Логуновы
Малые Логуновы — деревня в Слободском районе Кировской области в составе Ленинского сельского поселения.

## География
Находится на расстоянии примерно 1 км на запад по прямой от юго-западной окраины поселка Вахруши.

## История
Известна с 1926 года, когда в ней (тогда починок Лагуновский) было учтено хозяйств 3 и жителей 19. В 1950 3 и 9 соответственно. В 1989 году постоянных жителей уже не было учтено . Ныне имеет дачный характер.

## Население
Постоянное население не было учтено как в 2002 году, так и в 2010.